# Oberalp (Dornbirn)
Die  Oberalp (auch: Walenlitten oder Älpele) befindet sich auf 1735 m ü. A. und liegt auf dem Gebiet der Gemeinde Dornbirn. Es ist dies eine Alpe zur Weidung von Galtvieh und ein am selben Ort befindliches Flurstück sowie eine Alphütte (Walenlittenhütte). Die Alpe gehört in diesem Bereich zu einem größeren Alphütten- und Alpwirtschaftskomplex, von denen viele Alpen noch erhalten und bewirtschaftet sind.

## Wortbedeutung
Der Name Oberalp kommt von der Lage der Alpe im Bereich des Alpkomplexes im Mellental (im Sinne von: die Obere Alpe). Der Name „Walenlitte“ kommt in Vorarlberg lediglich in diesem Bereich der Gemeinde Dornbirn / Mellau im Mellental vor und in der Gemeinde Hittisau (als Flurname). Der Flurname in Hittisau wird erstmals im Jahre 1471 urkundlich als „Wallenlitten“ erwähnt. Es ist dies ein Hof- und Hangname südlich der Kirche in Hittisau.
Die Bedeutung von „Walen“ (Vorarlberger Mundart auch: Walla) ist nicht eindeutig zuordenbar. Werner Vogt vermutet, dass das Wort von „Wal“ o. „Wale“ (= welsch) herzuleiten sei. Siehe auch: „Walen“ (Venediger).
„Litten“ (Vorarlberger Mundart: Litta), ahd.: leit, hdt: Leite, ist im Sinne von Berghang, Abhang, Absturz, Halde, Hang, Lehne zu verstehen und bezieht sich auf die Lage der Alpe.

## Geschichte
Die Oberalp bzw. Walenlitten wird erstmals urkundlich erwähnt in einer Grenzbeschreibung aus dem Jahre 1417. Bezüglich der Weidegrenzen auf der Alpe gab es seit Jahrhunderten immer wieder Streitigkeiten mit den angrenzenden Alpgenossen aus dem Bregenzerwald. Erst 1951 wurde durch eine Grenzkorrektur oberhalb der Flur „Schmittle“, am Grat der Sünser Spitze, zugunsten der Alpe Hintermellen entschieden.

## Lage und Nutzung, Geologie

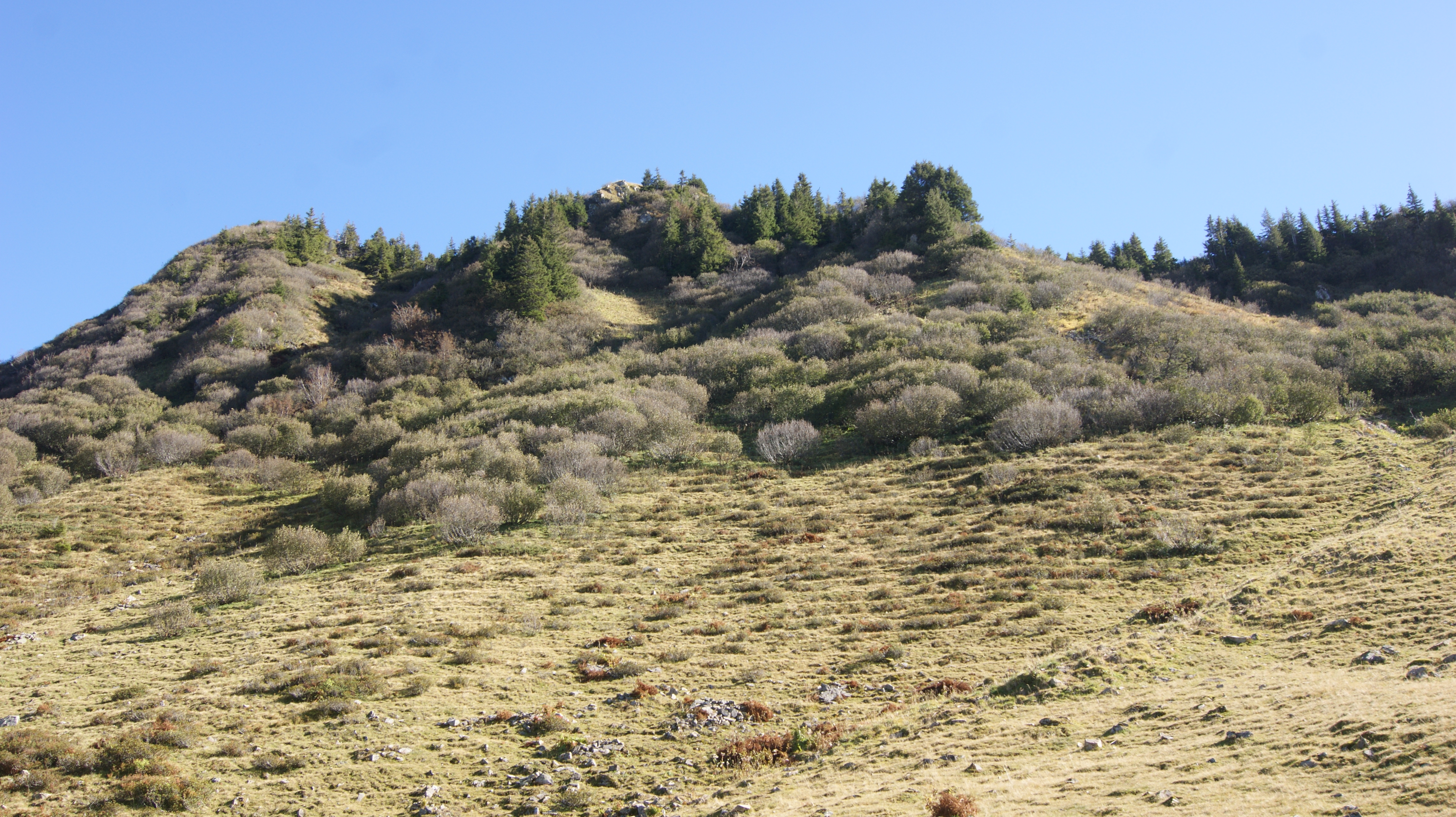
Beispiel subalpine-alpine Vegetation im Herbst auf der nahe gelegenen Sünser Alpe

Die Alpe befindet sich an der südöstlichsten Grenze des Gemeindegebiets von Dornbirn und westlich unterhalb der Sünser Spitze an einem westwärts geneigten Hang. Die Alpe hat keine Zufahrt für Kraftfahrzeuge. Es handelt sich bei dieser Alpflächen um eine kleine zusammenhängende Fläche mit typischer Alplandschaften in teilweise steilster Lage mit Naturwiesen, Geröllhalden und subalpine Gebüsche, typisch für die subalpin-alpine Stufe.